# Mohamed Sobhy (calciatore 1999)
Mohamed Sobhi Mohamed Daader, noto semplicemente come Mohamed Sobhy (in arabo محمد صبحي‎?; 15 luglio 1999), è un calciatore egiziano, portiere dello Zamalek e della nazionale egiziana.

## Carriera

### Club
Ha giocato nella prima divisione egiziana.

### Nazionale
Dopo aver preso parte ai Giochi Olimpici di Tokyo, il 29 dicembre 2021 viene incluso dal CT Carlos Queiroz nella lista definitiva dei 25 convocati per la fase finale della Coppa d'Africa 2021, dove l'Egitto viene sconfitto in finale dal Senegal ai calci di rigore.
Il 30 dicembre 2023 viene incluso dal CT Rui Vitória nella rosa dei 27 convocati per la fase finale della Coppa d'Africa 2023, disputata in Costa d'Avorio. L'Egitto verrà eliminato agli ottavi di finale dalla RD del Congo ai calci di rigore.

## Statistiche

### Presenze e reti nei club
Statistiche aggiornate al 21 ottobre 2023.
| Stagione        | Squadra                | Campionato      | Campionato | Campionato | Coppe nazionali | Coppe nazionali | Coppe nazionali | Coppe continentali | Coppe continentali | Coppe continentali | Altre coppe | Altre coppe | Altre coppe | Totale | Totale | Totale |
| Stagione        | Squadra                | Comp            | Pres       | Reti       | Comp            | Pres            | Reti            | Comp               | Pres               | Reti               | Comp        | Pres        | Reti        | Pres   | Reti   |        |
| --------------- | ---------------------- | --------------- | ---------- | ---------- | --------------- | --------------- | --------------- | ------------------ | ------------------ | ------------------ | ----------- | ----------- | ----------- | ------ | ------ | ------ |
| 2017-2018       | Petrojet               | PL              | 1          | -2         | CE              | 0               | 0               | -                  | -                  | -                  | -           | -           | -           | 1      | -2     |        |
| 2018-2019       | Petrojet               | PL              | 6          | -6         | CE              | 1               | 0               | -                  | -                  | -                  | -           | -           | -           | 7      | -6     |        |
| Totale Petrojet | Totale Petrojet        | Totale Petrojet | 7          | -8         |                 | 1               | 0               |                    | -                  | -                  |             | -           | -           | 8      | -8     |        |
| 2019-2020       | Zamalek                | PL              | 1          | -2         | CE              | 0               | 0               | CCL                | 1                  | 0                  | -           | -           | -           | 2      | -2     |        |
| 2020-2021       | Al-Ittihad Alessandria | PL              | 33         | -35        | CE              | 1               | -1              | -                  | -                  | -                  | -           | -           | -           | 34     | -36    |        |
| 2021-2022       | Pharco                 | PL              | 29         | -19        | CE              | 0               | 0               | -                  | -                  | -                  | -           | -           | -           | 20     | -19    |        |
| 2022-2023       | Zamalek                | PL              | 18         | -22        | CE              | 2               | -2              | CCL                | 3                  | -6                 | -           | -           | -           | 23     | -30    |        |
| 2023-2024       | Zamalek                | PL              | 4          | -5         | CE              | 0               | 0               | ACC+CC             | 3+1                | -2 + -2            | -           | -           | -           | 8      | -9     |        |
| Totale Zamalek  | Totale Zamalek         | Totale Zamalek  | 23         | -29        |                 | 2               | -2              |                    | 8                  | -10                |             | -           | -           | 33     | -41    |        |
| Totale carriera | Totale carriera        | Totale carriera | 92         | -91        |                 | 4               | -3              |                    | 8                  | -10                |             | -           | -           | 104    | -104   |        |

### Cronologia presenze e reti in nazionale
| Cronologia completa delle presenze e delle reti in nazionale ― Egitto | Cronologia completa delle presenze e delle reti in nazionale ― Egitto | Cronologia completa delle presenze e delle reti in nazionale ― Egitto | Cronologia completa delle presenze e delle reti in nazionale ― Egitto | Cronologia completa delle presenze e delle reti in nazionale ― Egitto | Cronologia completa delle presenze e delle reti in nazionale ― Egitto | Cronologia completa delle presenze e delle reti in nazionale ― Egitto | Cronologia completa delle presenze e delle reti in nazionale ― Egitto |
| Data                                                                  | Città                                                                 | In casa                                                               | Risultato                                                             | Ospiti                                                                | Competizione                                                          | Reti                                                                  | Note                                                                  |
| --------------------------------------------------------------------- | --------------------------------------------------------------------- | --------------------------------------------------------------------- | --------------------------------------------------------------------- | --------------------------------------------------------------------- | --------------------------------------------------------------------- | --------------------------------------------------------------------- | --------------------------------------------------------------------- |
| 30-1-2022                                                             | Yaoundé                                                               | Egitto                                                                | 2 – 1 dts                                                             | Marocco                                                               | Coppa d'Africa 2021 - Quarti di finale                                | -                                                                     | 96’                                                                   |
| 28-3-2023                                                             | Lilongwe                                                              | Malawi                                                                | 0 – 4                                                                 | Egitto                                                                | Qual. Coppa d'Africa 2023                                             | -                                                                     | 51’                                                                   |
| 18-6-2023                                                             | Il Cairo                                                              | Egitto                                                                | 3 – 0                                                                 | Sudan del Sud                                                         | Amichevole                                                            | -                                                                     |                                                                       |
| 7-1-2024                                                              | Il Cairo                                                              | Egitto                                                                | 2 – 0                                                                 | Tanzania                                                              | Amichevole                                                            | -                                                                     |                                                                       |
| Totale                                                                |                                                                       | Presenze                                                              | 4                                                                     |                                                                       | Reti                                                                  | 0                                                                     |                                                                       |

## Palmarès

### Club

#### Competizioni nazionali
- Supercoppa d'Egitto: 1

Zamalek: 2019

#### Competizioni internazionali
- Coppa della Confederazione CAF: 1

Zamalek: 2023-2024
- Supercoppa CAF: 2

Zamalek: 2020, 2024

### Nazionale
- Coppa d'Africa Under-23: 1

2019